# Dienerite
La dienerite (simbolo IMA:  Dne) è un minerale piuttosto raro della famiglia minerale dei "solfuri e solfosali" con composizione chimica Ni3As.

## Etimologia e storia
Il nome venne dato in onore del paleontologo austriaco Karl Diener (1862-1928), scopritore del minerale.
In un secondo momento, nel 2006, il minerale non venne più ritenuto valido dall'Associazione Mineralogica Internazionale (IMA), anche perché il materiale su cui approfondire le analisi era andato perso e si ritenne anche fosse identico alla nickelskutterudite, che possiede una formula chimica simile: si pensava infatti che la formula chimica del minerale fosse stata scritta con un errore tipografico.
Nel 2019 però l'IMA ha rivalutato in minerale, considerandolo una specie indipendente.
Il suo campione tipo è conservato presso il Museo di Storia Naturale dell'Università di Firenze (Italia) con il numero di catalogo 3364/I.

## Classificazione
La sistematica dei minerali di Strunz, proseguita dal database "mindat.org" e chiamata Classificazione Strunz-mindat, elenca la dienerite nella classe "2. Solfuri e solfosali (solfuri, seleniuri, tellururi; arseniuri, antimoniuri, bismuturi; solfoarseniuri, solfoantimonuri, solfobismuturi, ecc.)" e da lì nella sottoclasse "2.A Leghe"; questa viene suddivisa in base alla composizione del minerale, in modo da trovare la dienerite nella sezione "2.AA Leghe di metalloidi con Cu, Ag, Au" dove è l'unico membro a formare il sistema nº 2.AA.55.

## Abito cristallino
La dienerite cristallizza nel sistema cubico con il gruppo spaziale I43d (gruppo nº 220) con la costante di reticolo a = 9,6206(9) Å.

## Origine e giacitura
La dienerite è un minerale molto raro, tanto che la sua esistenza era stata messa in dubbio anche a causa del fatto che non se ne trovavano esemplari in natura.
I siti in cui il minerale è stato trovato sono: il distretto di St. Johann im Pongau (Austria); Aristotelis (Grecia); la miniera "Maracás Menchen" presso Maracás (Brasile); le contee di St. Louis (Minnesota) e di Josephine (Oregon), entrambe negli Stati Uniti; nel deposito di cromo di "Kempirsai" nella regione di Aqtöbe (in Kazakistan); nel Burzjanskij rajon, nel territorio della Kamčatka e nel Territorio di Krasnojarsk (tutti in Russia).

## Forma in cui si presenta in natura
La dienerite studiata nella letteratura deriva da un singolo cristallo cubico, con un bordo di circa 0,5 cm. Il colore del minerale è bianco con sfumature di grigio con una lucentezza metallico-brillante.